# HBC電台
HBC電台（日語：HBCラジオ，エイチビーシーラジオ）是日本廣電兼營業者北海道放送運營的AM廣播部門的名稱。HBC電台是北海道第一家民營廣播公司，也是JRN及NRN的跨網台。HBC電台雖然以北海道為播出地區，但在青森縣亦能收聽到節目。

## 外部連結
- ラジオ （页面存档备份，存于） - HBC北海道放送
- HBCラジオ的X（前Twitter）
- YouTube上的HBCラジオ公式YouTubeチャンネル頻道
- HBC函館放送局 （页面存档备份，存于）